# 薛修義
薛 修義（せつ しゅうぎ、478年 - 554年）は、中国の北魏末から東魏にかけての軍人。字は公譲。本貫は河東郡汾陰県。

## 経歴
北魏の定陽郡太守の薛宝集の子として生まれた。若い頃は義侠を重んじ、難を逃れてきた人々を多くかくまった。北魏の咸陽王元禧が司州牧となると、法曹従事として任用された。北海王元顥が徐州に駐屯すると、墨曹参軍として召された。正光末年に六鎮の乱が起こり、元顥が征西将軍となると、修義は統軍となった。ときに3000人の兵を徴募した者を別将として任用するとの詔が出ると、修義は河東郡に帰って、平陽・恒農の諸郡をめぐり、7000人あまりを集めた。仮の安北将軍となり、西道別将となった。東夏州・西夏州・南華州・北華州・豳州などで乱が起こると、元顥がこれを討伐した。修義は部下を率いて乱の平定に参加し、功績を挙げた。絳蜀の陳双熾らが汾曲で人々を集めて乱を起こすと、修義は大都督となり、行台の長孫稚とともにこれを討った。修義は陳双熾に利害を説いて、降伏させた。修義は竜門鎮将となった。
後に修義の一族の薛鳳賢らが乱を起こし、鎮城を囲んだ。修義は薛鳳賢らの乱に参加し、黄鉞・大将軍を号した。しかし間もなく後悔して、部下の孫懐彦を派遣して上表し、孝明帝が西北道大行台の胡元吉を送ってくると、修義は降伏した。薛鳳賢らは長孫稚や元珍孫らと対峙していたが、修義が信書を送って禍福を説くと、薛鳳賢は降伏した。薛鳳賢は龍驤将軍・夏陽県子となり、修義は汾陰県侯に封じられた。
修義は爾朱栄に警戒されて、晋陽に送られ、高昂らとともに拘禁された。洛陽に移送され、家畜を管理する役所に身柄を置かれた。永安2年（529年）、元顥が洛陽に入ると、修義は陳双熾らとともに元顥に従った。晋州刺史の樊子鵠を攻撃して土門で敗れた。永安3年（530年）、爾朱栄が殺害されると、修義は孝荘帝により大都督・恒農河北河東正平四郡諸軍事に任じられた。晋州刺史の元顕恭の節度を受けた。ときに高歓が晋州刺史となると、修義と面会し、すこぶる厚遇した。爾朱兆が長広王元曄を擁立すると、修義は右将軍・陝州刺史に任じられ、仮の安南将軍となった。普泰元年（531年）、節閔帝が立つと、修義は持節・後将軍・南汾州刺史となった。
高歓が信都で起兵し、中興2年（532年）に爾朱氏を韓陵で破ると、修義は高歓に召し出されて、晋陽に至り、行并州事を務めた。高歓の下で爾朱兆と戦った。永熙3年（534年）、孝武帝が関中に入ると、修義は関右行台となって、竜門から黄河を渡った。西魏の北華州刺史の薛崇礼が楊氏壁に駐屯したとき、修義は信書を送ってこれを説得し、このため薛崇礼は1万人あまりを率いて東魏に降った。樊子鵠が兗州で乱を起こすと、修義は大司馬の婁昭の下でこれを撃破した。天平年間、衛将軍・南中郎将に任ぜられ、汲郡太守・都督頓丘淮陽東郡黎陽五郡諸軍事を兼ねた。東徐州にうつった。
元象元年（538年）、儀同に任ぜられた。沙苑の戦いでは、東魏の諸軍に従って退却した。行晋州事の封祖業が城を棄てて逃亡すると、修義は洪洞まで追いかけ、封祖業を説得したが、封祖業は聞き入れなかった。修義は晋州に帰り、防備にあたった。西魏の儀同の長孫儁（長孫稚の子）が晋州城下に迫ると、修義は城門を開いたまま甲士を伏せて待機したところ、長孫儁はその虚実を測ることができず、そのまま退却した。高歓は修義の守城の功績を賞して、晋州刺史・南汾東雍陝四州行台とした。修義は晋州にあって、西魏の正平郡太守の段栄顕を捕らえた。胡の首長の胡垂黎らの部落を説得して降し、上表してその地に五城郡を置かせた。武定元年（543年）、高仲密が乱を起こすと、修義は西南道行台となり、有利な態勢を作ったが、進軍しなかった。間もなく斉州刺史に任ぜられたが、不正な蓄財のために官爵を奪われた。かつての晋州を守った功績により、官爵を復し、衛尉卿に任ぜられた。山胡が晋州を侵すと、修義が追討にあたり、これを撃破した。正平郡公に進み、開府を加えられた。高澄は高歓の遺言を受けて、修義の本封を二百戸減らし、平郷県男の別封を与えた。天保元年（550年）、北斉が建国されると護軍に任じられ、藍田県公の別封を受け、また太子太保に任ぜられた。天保5年（554年）7月、77歳で死去した。都督晋泰華三州諸軍事・司空・晋州刺史の位を追贈された。
子の薛文殊が後を嗣いだ。

## 伝記資料
- 『北斉書』巻20 列伝第12
- 『北史』巻53 列伝第41